# Tardona
Tardona je obec na severovýchodě Maďarska v župě Borsod-Abaúj-Zemplén.
Rozkládá se na ploše 12,23 km² a v roce 2024 zde žilo 960 obyvatel.